# Điểm đến của Austrian Airlines
Austrian Airlines Group bao gồm (Austrian Airlines, Lauda Air, Tyrolean Airways) có đường bay tới các thành phố sau (tới tháng 04-2010):

## Châu Phi
- Ai Cập
  - Cairo - Sân bay quốc tế Cairo
  - Hurghada - Sân bay quốc tế Hurghada [theo mùa]
- Nam Phi
- Cape Town - Sân bay quốc tế Cape Town [theo mùa]

## Châu Á

### Trung Á
- Kazakhstan
  - Astana - Sân bay quốc tế Astana

### Đông Á
- Trung Quốc
  - Bắc Kinh - Sân bay quốc tế Thủ Đô Bắc Kinh
  - Thượng Hải - Sân bay quốc tế Phố Đông Thượng Hải
- Nhật Bản
  - Tokyo - Sân bay quốc tế Narita [theo mùa]

### Nam Á
- Ấn Độ
  - Delhi - Sân bay quốc tế Indira Gandhi
  - Mumbai - Sân bay quốc tế Chhatrapati Shivaji [từ 01-11]
- Maldives
  - Malé - Sân bay quốc tế Malé [theo mùa]

### Đông Nam Á
- Thái Lan
  - Bangkok - Sân bay quốc tế Suvarnabhumi

### Tây Nam Á
- Armenia
  - Yerevan - Sân bay quốc tế Zvartnots
- Azerbaijan
  - Baku - Sân bay quốc tế Heydar Aliyev
- Síp
  - Larnaca - Sân bay quốc tế Larnaca
- Gruzia
  - Tbilisi - Sân bay quốc tế Tbilisi [theo mù]
- Iran
  - Tehran - Sân bay quốc tế Imam Khomeini
- Iraq
  - Erbil - Sân bay quốc tế Erbil
- Israel
  - Tel Aviv - Sân bay quốc tế Ben Gurion
- Jordan
  - Amman - Sân bay quốc tế Queen Alia
- Syria
  - Damas - Sân bay quốc tế Damas
- Các Tiểu Vương quốc Ả Rập Thống nhất
  - Dubai - Sân bay quốc tế Dubai

## Châu Âu

### Trung Âu
- Á
  - Graz - Sân bay Graz
  - Innsbruck - Sân bay Innsbruck
  - Klagenfurt - Sân bay Klagenfurt
  - Linz - Sân bay Linz
  - Viên - Sân bay quốc tế Viên Hub
- Cộng hòa Séc
  - Praha - Sân bay quốc tế Ruzyně
- Đức
  - Berlin - Sân bay Berlin Tegel
  - Köln/Bonn - Sân bay Köln/Bonn
  - Dresden - Sân bay Dresden
  - Düsseldorf - Sân bay quốc tế Düsseldorf
  - Frankfurt - Sân bay quốc tế Frankfurt
  - Hamburg - Sân bay Fuhlsbüttel
  - Leipzig/Halle - Sân bay Leipzig/Halle
  - München - Sân bay quốc tế Franz Josef Strauss
  - Stuttgart - Sân bay Echterdingen
- Hungary
  - Budapest - Sân bay quốc tế Budapest Ferihegy
- Ba Lan
  - Kraków - Sân bay quốc tế John Paul II
  - Warszawa - Sân bay Frederic Chopin Warszawa
- Slovakia
  - Košice - Sân bay quốc tế Košice
- Thuỵ Sĩ
  - Genève - Sân bay quốc tế Geneva Cointrin
  - St. Gallen - Sân bay St. Gallen-Altenrhein
  - Zürich - Sân bay Zürich

### Đông Âu
- Belarus
  - Minsk - Sân bay quốc tế Minsk
- Bulgaria
  - Sofia - Sân bay quốc tế Vrazdebna
  - Varna - Sân bay Varna
- Litva
  - Vilnius - Sân bay quốc tế Vilnius
- Moldova
  - Chişinău - Sân bay quốc tế Chişinău
- Montenegro
  - Podgorica - Sân bay quốc tế Podgorica
- România
  - Bucharest - Sân bay quốc tế Henri Coandă
  - Iaşi - Sân bay quốc tế Iaşi
  - Sibiu - Sân bay quốc tế Sibiu
  - Timişoara - Sân bay quốc tế Traian Vuia
- Nga
  - Moskva - Sân bay quốc tế Domodedovo
  - St Petersburg - Sân bay Pulkovo [theo mùa]
- Ukraina
  - Donetsk - Sân bay quốc tế Donetsk
  - Dnipro - Sân bay quốc tế Dnipro
  - Kharkiv - Sân bay quốc tế Kharkiv
  - Kiev - Sân bay quốc tế Boryspil
  - Lviv - Sân bay quốc tế Lviv

### Nam Âu
- Albania
  - Tirana - Sân bay Rinas Mother Teresa
- Bosnia và Herzegovina
  - Sarajevo - Sân bay Butmir
- Croatia
  - Zagreb - Sân bay Zagreb
  - Split - Sân bay Split
  - Dubrovnik - Sân bay Dubrovnik
- Ý
  - Bologna - Sân bay Bologna
  - Florence - Sân bay Peretola
  - Milan
    - Sân bay Linate
    - Sân bay quốc tế Malpensa

  - Napoli - Sân bay quốc tế Napoli
  - Roma - Sân bay quốc tế Leonardo da Vinci
  - Venice - Sân bay quốc tế Marco Polo
  - Catania - Sân bay Catania - Fontanarossa
- Hy Lạp
  - Athens - Sân bay quốc tế Athena
  - Thessaloniki - Sân bay Thessaloniki, "Macedonia"
  - Kos - Sân bay quốc tế Kos
  - Zakynthos - Sân bay quốc tế Zakynthos
  - Rhodes - Sân bay quốc tế Rhodes
- Kosovo[a]
  - Pristina - Sân bay quốc tế Pristina
- Bắc Macedonia
  - Skopje - Sân bay Skopje
- Bồ Đào Nha
  - Funchal - Sân bay Funchal
- Serbia
  - Belgrade - Sân bay Belgrade Nikola Tesla
- Tây Ban Nha
  - Barcelona - Sân bay El Prat
  - Fuerteventura - Sân bay El Matorral [theo mùa]
  - Lanzarote - Sân bay Arrecife
  - Las Palmas de Gran Canaria - Sân bay Gran Canaria
  - Málaga - Sân bay Málaga
  - Tenerife - Sân bay Tenerife nam
  - Palma de Mallorca - Sân bay Palma de Mallorca [theo mùa]
- Thổ Nhĩ Kỳ
  - Istanbul - Sân bay quốc tế Atatürk

### Tây Âu
- Bỉ
  - Brussels - Sân bay Brussels
- Đan Mạch
  - Copenhagen - Sân bay Copenhagen
- Phần Lan
  - Helsinki - Sân bay Helsinki-Vantaa
- Pháp
  - Lyon - Sân bay Lyon-Saint Exupéry
  - Mulhouse - Sân bay EuroAirport Basel-Mulhouse-Freiburg
  - Nice - Sân bay Côte d'Azur
  - Paris - Sân bay quốc tế Charles de Gaulle
- Iceland
  - Reykjavik - Sân bay quốc tế Keflavik [thời vụ]
- Hà Lan
  - Amsterdam - Sân bay quốc tế Amsterdam Schiphol
- Na Uy
  - Oslo - Sân bay quốc tế Oslo Gardermoen
- Thụy Điển
  - Gothenburg - Sân bay Gothenburg-Landvetter
  - Stockholm - Sân bay Stockholm-Arlanda
- Vương quốc Anh
  - Luân Đôn - Sân bay London Heathrow

## Bắc Mỹ
- Canada
  - Montréal - Sân bay quốc tế Pierre Elliott Trudeau-Montréal
- Hoa Kỳ
  - New York City - Sân bay quốc tế John F. Kennedy
  - Newark - Sân bay quốc tế Newark Liberty
  - Washington, D.C. - Sân bay quốc tế Washington Dulles
  - Chicago - Sân bay quốc tế O'Hare
  - Los Angeles - Sân bay quốc tế Los Angeles [theo mùa]

### Caribbean
- Cộng hòa Dominican
  - Punta Cana - Sân bay quốc tế Punta Cana [theo mùa]

## Điểm đến trước đây
Châu Phi
- Ai Cập - Alexandria
- Kenya - Mombasa, Nairobi
- Mauritius - Port Louis
- Maroc - Agadir, Casablanca, Fez, Marrakech, Tangier
- Nam Phi - Cape Town, Johannesburg
- Zimbabwe - Harare

Châu Á
- Burma - Yangon
- Trung Quốc - Thượng Hải
- Hong Kong
- Indonesia - Denpasar
- Nhật Bản - Osaka
- Kazakhstan - Almaty
- Liban - Beirut
- Malaysia - Kuala Lumpur
- Nepal - Kathmandu
- Ả Rập Saudi - Jeddah, Riyadh
- Singapore
- Sri Lanka - Colombo
- Thái Lan - Phuket
- Việt Nam - TP. Hồ Chí Minh

Châu Âu
- Bosnia và Herzegovina - Banja Luka, Mostar
- Bulgaria - Burgas
- Estonia - Tallinn
- Pháp - Strasbourg
- Đức - Bremen, Dortmund, Hanover, Nuremberg
- Hungary - Pecs
- Ireland - Dublin
- Ý - Turin
- Latvia - Riga
- Luxembourg - Luxembourg
- Ba Lan - Katowice, Poznan, Wroclaw
- Bồ Đào Nha - Lisbon
- Romania - Baia Mare
- Nga - Moscow-Sheremetyevo, Nizhniy Novgorod, Yekaterinburg
- Slovakia - Bratislava
- Tây Ban Nha - Madrid, Tenerife Sur
- Thổ Nhĩ Kỳ - Ankara
- Ukraine - Odessa
- Vương quốc Anh - Edinburgh, London-City, London-Gatwick, Manchester

Bắc Mỹ
- Canada - Montreal
- Hoa Kỳ - Atlanta, Chicago, Miami

Châu Đại Dương
- Australia - Melbourne, Sydney